# Mario Biondi
Mario Biondi (rođen kao Mario Ranno, Catania, 28. siječnja 1971.) talijanski je pjevač.
Rođen je u Cataniji u Italiji, od lokalnih sicilijanskih roditelja. Sin je popularnog pjevača Giuseppea Rannoa, poznatog pod pseudonimom Stefano Biondi, te je u skladu s tim odabrao svoje umjetničko ime. U mladosti je pjevao u raznim zborovima. Biondi je bio strastven ljubitelj soula i upijao ga je slušajući ploče Loua Rawlsa, Al Jarreaua i Isaaca Hayesa. Do 1988. bio je veliki pristaša Raya Charlesa.
Godinama nakon toga pratio je Franca Califana, Peppina Di Caprija, Freda Bongusta, Rosarija Fiorella i druge na njihovim koncertnim turnejama.
Nakon dugog niza suradnji s talijanskim i međunarodnim umjetnicima, kao i male produkcije disco glazbe, postigao je uspjeh 2006. s albumom „Schema Records Handful of Soul”. Njegov glas podsjeća na velike interprete soula i bluesa. Godine 2007. izdao je dupli disk sa live materijalom pod nazivom „I Love You More”. Godine 2010. izdao je live album „Yes You”, a zatim 2011. dvostruki CD album „Due”. Godine 2013. Biondi je objavio album „Sun” i „Mario Christmas”. 2015. Mario je objavio album „Beyond”, koja sadrži pjesme poput „Love is a temple” te kasnije još pet albuma do 2023.

## Diskografija

### Studio albumi
- Handful of Soul (2006.)
- If (2010.)
- Due (2011.)
- Sun (2013.)
- Mario Christmas (2013.)
- Beyond (2015.)
- Best of Soul (2016.)
- Brasil (2018.)
- Dare (2021.)
- Romantic (2022.)
- Crooning Undercover (2023.)

### Albumi uživo
- I Love You More (2007.)
- Yes You (2010.)